# André Savignon
André Savignon (n. 1 ianuarie 1878, Tarbes, Midi-Pyrénées, Franța – d. 10 ianuarie 1947, Londra, Anglia, Regatul Unit) a fost un jurnalist și scriitor francez care a câștigat Premiul Goncourt în 1912.

## Biografie
André Savignon s-a născut în Tarbes, în casa lui Louise Esparbès de Lussan.
A realizat numeroase călătorii în Anglia la Plymouth, în special din 1908 până în 1914. După armistițiul din 1918, s-a stabilit la Saint-Malo. A fost trimis de mai multe ori în Anglia de ziarele pentru care lucra, aflându-se acolo și fiind nevoit să rămână acolo când a izbucnit al Doilea Război Mondial.
Ca scriitor, a câștigat Premiul Goncourt în 1912 pentru romanul său Filles de la forêt, publicat de Éditions Grasset. A obținut acest premiu cu șase voturi împotriva a cinci date lui Julien Benda.
S-a căsătorit cu Marie-Josèphe Monzelun la 29 iulie 1902 la Paris, apoi cu Berthe Desgranges la 27 septembrie 1919 la Ambérac. Nu a avut descendenți. Este un Cavaler al Legiunii de Onoare.
La 10 ianuarie 1947, a murit în spitalul francez din Londra din cauza pneumoniei. Este înmormântat în micul cimitir marin din Rosais, pe malul fluviului Rance din Saint-Servan.

## Opera
- Les Vigies des mers, Fayard, 1908
- Filles de la pluie, Grasset, 1912 (Prix Goncourt 1912); rééd. Le Livre Moderne Illustré, ill. de Gustave Alaux, 1924.
- Une femme dans chaque port, Flammarion, 1918
- Le Secret des eaux, Calmann-Lévy, 1923
- La Tristesse d’Elsie, Calmann-Lévy, 1924
- La Dame de la "Sainte-Alice", Calmann-Lévy, 1926
- Tous les trois, Calmann-Lévy, 1928
- Saint-Malo, nid de Corsaire, La Renaissance du Livre, 1931
- Au petit bateau, La Renaissance du Livre, 1932
- Occupation, Édition de France, 1938
- Le Feu du ciel, Plymouth 1940-1941, Le Cercle d’or, 1984
- Dans ma prison de Londres (1939-1946), Ketel, 1962